# جو هيل
جو هيل (بالإنجليزية: Joe Hill )‏ (و. 1879 – 1915 م) هو مغن ومؤلف، ونقابي، وشاعر، من الولايات المتحدة، ولد في يفله، توفي في سولت ليك سيتي، عن عمر يناهز 36 عاماً بالإعدام رميا بالرصاص.

## وصلات خارجية
- جو هيل على موقع IMDb (الإنجليزية)
- جو هيل على موقع الموسوعة البريطانية (الإنجليزية)
- جو هيل على موقع ميوزك برينز (الإنجليزية)
- جو هيل على موقع إن إن دي بي (الإنجليزية)
- جو هيل على موقع أول ميوزيك (الإنجليزية)
- جو هيل على موقع أول ميوزيك (الإنجليزية)
- جو هيل على موقع ديسكوغز (الإنجليزية)